# Kansfunctie
De verdeling van een discrete stochastische variabele {\displaystyle X} wordt geheel bepaald door de kansen op de hoogstens aftelbare waarden die {\displaystyle X} kan aannemen. Deze kansen worden vastgelegd door de kansfunctie {\displaystyle p_{X}} van {\displaystyle X}. De kansfunctie bepaalt dus de kansverdeling. De kansfunctie wordt voor de mogelijke waarden {\displaystyle x} gedefinieerd door:
{\displaystyle p_{X}(x)=P(X=x)}
Let op het verschil tussen {\displaystyle X} en {\displaystyle x}. Voor iedere kansverdeling gelden de axioma's van de kansrekening.
De kansdichtheid komt voor een continue stochastische variabele overeen met de kansfunctie voor een discrete stochastische variabele.

## Voorbeeld
Het totale geworpen aantal ogen bij twee worpen met een dobbelsteen is een stochastische variabele {\displaystyle X}, gedefinieerd door:
{\displaystyle X(\omega _{1},\omega _{2})=\omega _{1}+\omega _{2}},
waarin {\displaystyle \omega _{1}} en {\displaystyle \omega _{2}} de uitkomsten zijn van de eerste en de tweede worp. Het waardenbereik van {\displaystyle X} bestaat uit de getallen 2 tot en met 12, eindig veel, dus {\displaystyle X} is discreet. De kansverdeling wordt gegeven door de kansfunctie {\displaystyle p_{X}} uit de onderstaande tabel.
| {\displaystyle x}        | 2                                | 3                                | 4                                | 5                                | 6                                | 7                                | 8                                | 9                                | 10                               | 11                               | 12                               |
| {\displaystyle p_{X}(x)} | {\displaystyle {\tfrac {1}{36}}} | {\displaystyle {\tfrac {2}{36}}} | {\displaystyle {\tfrac {3}{36}}} | {\displaystyle {\tfrac {4}{36}}} | {\displaystyle {\tfrac {5}{36}}} | {\displaystyle {\tfrac {6}{36}}} | {\displaystyle {\tfrac {5}{36}}} | {\displaystyle {\tfrac {4}{36}}} | {\displaystyle {\tfrac {3}{36}}} | {\displaystyle {\tfrac {2}{36}}} | {\displaystyle {\tfrac {1}{36}}} |
kansrekening · statistiek · toeval · uitkomstenruimte · stochastische variabele · kansverdeling · verwachtingswaarde · kansfunctie · kansdichtheid · voorwaardelijke kans